# Мјесто злочина (филм)
Мјесто злочина је српски документарни филм који говори о масакру у Добровољачкој улици у Сарајеву почетком маја 1992. године. Снимила га је Срна филм.
Филм садржи велики број архивских снимака Срна филма, Кинотеке Републике Српске, Радио-телевизије Србије, Радио-телевизије Републике Српске, Алтернативне телевизије и Радио-телевизије Сарајево. У снимању филма су учествовали и новинари Сњежан Лаловић, Јадран Пандуревић, Миодраг Тарана, Зоран Поповић и Ненад Трбић.

## Радња
Филм прати догађаје 1992. у Сарајеву уочи распада Југославије, као и сам масакр у Добровољачкој улици. Између осталих, у њему се појављују генерал Луис Мекензи, који је био у једном од возила у колони Југословенске народне армије. Поред Мекензија, у филму се појављују и друга преживјела лица из колоне попут команданта 2. југословенске војне области генерал-пуковника Милутина Кукањца, затим пуковник Милан Шупут, пуковник Славољуб Белошевић, пуковник Душан Ковачевић, пуковник Ратко Каталина, новинар Милош Јефтовић, фото-репортер Танјуга Недељко Деретић и други.